# خسروآباد (دالاهو)
خسروآباد (دالاهو)، روستایی از توابع بخش مرکزی شهرستان دالاهو در استان کرمانشاه ایران است.

## جمعیت
این روستا در دهستان حومه‌کرند قرار دارد و براساس سرشماری مرکز آمار ایران در سال ۱۳۸۵، جمعیت آن ۴۹۱ نفر (۱۰۶خانوار) بوده‌است.